# Teratopora haplodes
Teratopora haplodes är en fjärilsart som beskrevs av Edward Meyrick 1889. Teratopora haplodes ingår i släktet Teratopora och familjen björnspinnare. Inga underarter finns listade i Catalogue of Life.